# Нюрговичи
Нюрговичи (вепс. Nürgl) — деревня в Пашозёрском сельском поселении Тихвинского района Ленинградской области.

## История

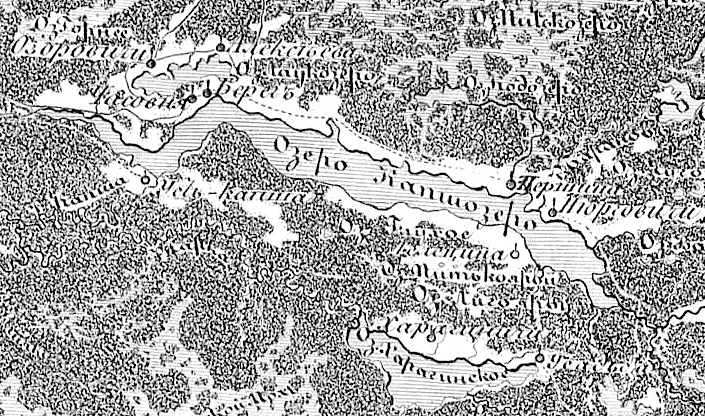
Деревня Нюрговичи на семитопографической карте Новгородской губернии 1847 года

НЮРГОВИЧИ — деревня Нюрговского общества, прихода Хмелезерского погоста. Озеро Капшозеро. 

Крестьянских дворов — 14. Строений — 17, в том числе жилых — 14. 

Число жителей по семейным спискам 1879 г.: 25 м. п., 20 ж. п.; по приходским сведениям 1879 г.: 24 м. п., 20 ж. п.

В конце XIX — начале XX века деревня административно относилась к Пелдушской волости 2-го земского участка 2-го стана Тихвинского уезда Новгородской губернии.

СЕЛЬГА (НЮРГОВИЧИ, НЮРГОСЕЛЬ ГОРА) — деревня Нюрговского общества, дворов — 20, жилых домов — 20, число жителей: 48 м. п., 47 ж. п. 

Занятия жителей — земледелие, лесные заработки. Озеро Капшозеро. (1910 год)

Согласно карте Ленинградской области Северо-западного аэрогеодезического треста ГГУ издания 1932 года деревня называлась Сельга и насчитывала 12 крестьянских дворов.
По данным 1933 года деревня называлась Сельга и входила в состав Пашеозёрского сельсовета Капшинского района.
По данным 1966, 1973 и 1990 годов деревня Нюрговичи входила в состав Алексеевского сельсовета Тихвинского района.
В 1997 году в деревне Нюрговичи Алексеевской волости проживал 1 человек, в 2002 году — также 1 человек (русский).
В 2007 и 2010 годах в деревне Нюрговичи Пашозёрского СП постоянного населения не было.

## География
Деревня расположена в северо-восточной части района на автодороге 41К-895 (подъезд к дер. Корбеничи). Ранее деревня была связана дорогой с деревней Долгозеро.
Расстояние до административного центра поселения — 37 км.
Расстояние до ближайшей железнодорожной станции Тихвин — 138 км.
Деревня находится на восточном берегу озера Капшозеро.

## Демография
| 2007 | 2010 | 2017 |
| ---- | ---- | ---- |
| 0    | →0   | →0   |

Согласно данным Всероссийской переписи населения 2021 года в деревне постоянного населения не было.

## Улицы
Зелёная.